# All I Want for Christmas Is You
All I Want for Christmas Is You è un singolo della cantautrice statunitense Mariah Carey, pubblicato il 1º novembre 1994 come primo estratto dal quarto album in studio Merry Christmas.
Si stima che il brano abbia generato all'incirca 100000000 $ di royalties. Ha inoltre venduto 16 milioni di copie, diventando il singolo natalizio più venduto da una cantante femminile e quello più popolare di sempre in patria.

## Antefatti e pubblicazione
Dopo il successo mondiale di Music Box, pubblicato nel 1993, la Columbia ha iniziato a prendere in considerazione l'idea della cantautrice di pubblicare un album natalizio. I direttori della casa discografica percepivano che, fino a quel momento, Mariah Carey era vista solo come cantautrice pop e perciò miravano, attraverso la pubblicazione di questo album, a farla diventare un'artista a tutto tondo e conseguentemente allargare il suo pubblico di riferimento.
Dopo l'uscita dell'album, sono stati messi in commercio molti singoli promozionali ma solo All I Want for Christmas Is You è stato pubblicato ufficialmente come singolo e inviato a tutte le stazioni radio.

## Descrizione
La cantautrice ha scritto All I Want for Christmas Is You insieme a Walter Afanasieff mentre registrava l'intero album Merry Christmas a metà del 1994. Il brano è una canzone natalizia uptempo con influenze pop, R&B e dance pop e incorpora diversi strumenti, tra cui i sintetizzatori, i rintocchi di campane, il basso e il campanaccio nel suo arrangiamento. All I Want for Christmas Is You, il cui testo dichiara che la protagonista non è interessata ai regali perché tutto ciò che vuole per Natale è stare insieme al suo fidanzato, ha una durata di quattro minuti e un secondo, ed è stato scritto nella tonalità di Sol maggiore. Il brano ha un moderato tempo e l'estensione vocale della Carey va dalla nota più bassa Sol3 a quella più alta La5.
Il testo del brano tratta del fatto che alla cantautrice non interessano i regali di Natale o le luci, tutto quello che vuole per Natale è trascorrere del tempo con il suo amato. Apparentemente la canzone è stata ispirata dai sentimenti romantici della Carey verso il suo allora marito Tommy Mottola anche se la stessa Mariah Carey in un'intervista ha raccontato l'ispirazione da cui è nata la canzone:
(Mariah Carey in merito al brano All I Want for Christmas Is You)

## Promozione
Carey ha eseguito il brano durante tutta la sua carriera, sia durante apparizioni televisive che durante i tour mondiali. La prima volta in cui cantò il brano dal vivo è stata durante la tappa giapponese del suo Daydream World Tour nel 1996 ed è stato riproposto nel corso del Butterfly World Tour (1998) e del Charmbracelet World Tour (2002-03). Ha, inoltre, eseguito il brano durante il Walt Disney World Christmas Day Parade sia nel 2004 che nel 2010.

## Accoglienza
All I Want for Christmas Is You è stato accolto positivamente dai critici musicali. Barry Schwartz, direttore di Stylus Magazine, ha esaltato il brano definendolo come «gioioso, entusiasmante, forte, pur trasmettendo un pizzico di nostalgia», ed ha elogiato il testo della canzone (che si schiera contro il consumismo legato alle festività natalizie) e la voce della cantautrice. Bill Lamb di About.com ha definito il brano un «classico contemporaneo» mentre il giornalista musicale Chris Nickson ha descritto la canzone «come un uptempo divertente e dolce», ideale per stimolare l'interesse del pubblico adolescente.
Secondo il New Yorker la canzone è «una delle poche aggiunte moderne ai classici natalizi» mentre The Daily Telegraph ha incoronato nel 2010 All I Want for Christmas Is You come canzone natalizia più popolare dell'ultimo decennio nel Regno Unito. Il periodico statunitense Rolling Stone ha definito il brano come «un classico delle vacanze» e lo ha posizionato quarto nella speciale classifica riservata alle migliori canzoni natalizie rock & roll.

## Video musicale
Due video musicali sono stati girati nel 1993 per promuovere il brano. La prima versione del video è impostata come se fosse un video amatoriale della Carey, ripresa dall'allora marito Tommy Mottola (che compare vestito da Babbo Natale) in momenti "puramente" natalizi, come la preparazione dell'albero di Natale o la battaglia di palle di neve. La seconda versione, meno popolare rispetto alla precedente, è girata completamente in bianco e nero, e ritrae la cantautrice, vestita in stile anni sessanta, prestare omaggio al girl group The Ronettes. Una terza versione del video è relativa al "So So Def Remix", figura la partecipazione di Jermaine Dupri e Lil' Bow Wow, ed è un cartone animato realizzato nel 2000. La regia del video è accreditata a Kris Kringle.
Tuttavia il 19 dicembre 2019, in occasione del venticinquesimo anniversario dall'uscita, viene pubblicato un nuovo video con immagini inedite.

## Tracce
CD singolo
1. All I Want For Christmas Is You – 4:01
2. Miss You Most (At Christmas Time) – 4:32

CD maxi singolo
1. All I Want for Christmas Is You (Album Version)
2. All I Want for Christmas Is You (feat. Jermaine Dupri and Lil' Bow Wow) (So So Def Remix)
3. O Holy Night 2000 (Live)
4. Joy to the World (Club mix)

7"
1. All I Want for Christmas Is You – 4:01
2. Miss You the Most (at Christmas Time) – 4:32

## Formazione
Musicisti
- Mariah Carey – voce
- Melonie Daniels – cori
- Shanrae Price – cori
- Kelly Price – cori
- Walter Afanasieff – tastiera, sintetizzatore, basso, batteria, programmazione del ritmo
- Gary Cirimelli – macintosh, programmazione digitale, programmazione del sintetizzatore
- Dan Shea – programmazione aggiuntiva

Produzione
- Mariah Carey – produzione
- Walter Afanasieff – produzione
- Dana Jon Chappelle – registrazione
- Jay Healy – registrazione vocale
- Mick Guzauski – missaggio
- Bob Ludwig – mastering

## Remix e altre versioni
La canzone fu pubblicata per la prima volta come singolo nel 1994, e la prima versione remix (chiamata "So So Def Remix") venne pubblicata nel 2000 in Giappone. La canzone presenta nuove registrazioni vocali ed un sound più urban, e vede la collaborazione nelle parti rap di Jermaine Dupri e Bow Wow. Il remix è apparso nella compilation della Carey Greatest Hits (2001) come bonus track. Nel 2009 è stato pubblicato un remix prodotto dalla Carey e Low Sunday, chiamato "Mariah's New Dance Mix".
La canzone è stata incisa dalla Carey in una nuova versione denominata Extra Festive per l'album del 2010 Merry Christmas II You, con un'introduzione orchestrale. Questa versione è stata pubblicata come singolo esclusivamente nel Regno Unito.

## Classifiche

### Classifiche settimanali
| Classifica (1994-2025) | Posizione massima |
| ---------------------- | ----------------- |
| Australia              | 1                 |
| Austria                | 1                 |
| Belgio (Fiandre)       | 1                 |
| Belgio (Vallonia)      | 1                 |
| Brasile                | 48                |
| Canada                 | 1                 |
| Cile                   | 16                |
| Corea del Sud          | 2                 |
| Costa Rica             | 11                |
| Croazia                | 1                 |
| Danimarca              | 1                 |
| Ecuador                | 15                |
| Emirati Arabi Uniti    | 1                 |
| Estonia                | 1                 |
| Filippine              | 10                |
| Finlandia              | 1                 |
| Francia                | 1                 |
| Germania               | 1                 |
| Giappone               | 16                |
| Grecia                 | 1                 |
| Hong Kong              | 11                |
| Irlanda                | 2                 |
| Islanda                | 1                 |
| Italia                 | 1                 |
| Lettonia               | 1                 |
| Libano                 | 10                |
| Lituania               | 1                 |
| Lussemburgo            | 1                 |
| Malaysia               | 5                 |
| Medio Oriente          | 10                |
| Moldavia               | 15                |
| Norvegia               | 1                 |
| Nuova Zelanda          | 1                 |
| Paesi Bassi            | 1                 |
| Perù                   | 13                |
| Polonia                | 2                 |
| Portogallo             | 1                 |
| Regno Unito            | 1                 |
| Repubblica Ceca        | 1                 |
| Russia                 | 111               |
| Singapore              | 1                 |
| Slovacchia             | 1                 |
| Slovenia               | 1                 |
| Spagna                 | 3                 |
| Stati Uniti            | 1                 |
| Sudafrica              | 1                 |
| Svezia                 | 1                 |
| Svizzera               | 1                 |
| Taiwan                 | 12                |
| Ucraina                | 21                |
| Ungheria               | 1                 |
| Vietnam                | 25                |

### Classifiche di fine anno
| Classifica (2007) | Posizione |
| ----------------- | --------- |
| Regno Unito       | 99        |
| Classifica (2010) | Posizione |
| Svezia            | 98        |
| Classifica (2014) | Posizione |
| Ungheria          | 85        |
| Classifica (2015) | Posizione |
| Ungheria          | 93        |
| Classifica (2016) | Posizione |
| Ungheria          | 94        |
| Classifica (2017) | Posizione |
| Ungheria          | 83        |
| Classifica (2018) | Posizione |
| Ungheria          | 74        |
| Classifica (2019) | Posizione |
| Austria           | 64        |
| Regno Unito       | 84        |
| Ungheria          | 62        |
| Classifica (2020) | Posizione |
| Austria           | 71        |
| Canada            | 72        |
| Corea del Sud     | 182       |
| Danimarca         | 106       |
| Regno Unito       | 53        |
| Stati Uniti       | 67        |
| Svizzera          | 73        |
| Ungheria          | 50        |
| Classifica (2021) | Posizione |
| Austria           | 69        |
| Canada            | 71        |
| Corea del Sud     | 164       |
| Danimarca         | 83        |
| Germania          | 52        |
| Regno Unito       | 37        |
| Stati Uniti       | 78        |
| Svizzera          | 86        |
| Ungheria          | 62        |
| Classifica (2022) | Posizione |
| Canada            | 71        |
| Danimarca         | 79        |
| Germania          | 71        |
| Paesi Bassi       | 85        |
| Regno Unito       | 36        |
| Stati Uniti       | 65        |
| Svezia            | 90        |
| Svizzera          | 61        |
| Ungheria          | 62        |
| Classifica (2023) | Posizione |
| Austria           | 73        |
| Canada            | 57        |
| Danimarca         | 78        |
| Germania          | 50        |
| Paesi Bassi       | 88        |
| Regno Unito       | 29        |
| Stati Uniti       | 55        |
| Svezia            | 89        |
| Svizzera          | 64        |
| Ungheria          | 34        |
| Classifica (2024) | Posizione |
| Austria           | 32        |
| Canada            | 60        |
| Danimarca         | 96        |
| Germania          | 48        |
| Regno Unito       | 50        |
| Stati Uniti       | 54        |
| Svizzera          | 57        |

### Classifiche di fine decennio
| Classifica (2010-19) | Posizione |
| -------------------- | --------- |
| Norvegia             | 27        |
| Regno Unito          | 77        |

### Classifiche di tutti i tempi
| Classifica  | Posizione |
| ----------- | --------- |
| Regno Unito | 82        |

## Cover

### Versione con Justin Bieber
All I Want for Christmas Is You (SuperFestive!) è un singolo della cantautrice statunitense Mariah Carey e del cantante canadese Justin Bieber, pubblicato il 9 dicembre 2011 come secondo estratto dal secondo album in studio di quest'ultimo Under the Mistletoe.

### Video musicale
Il video musicale relativo è stato reso disponibile il 30 novembre 2011.

#### Tracce
1. All I Want for Christmas Is You (SuperFestive!) – 4:00

#### Classifiche
| Classifica (2011) | Posizione massima |
| ----------------- | ----------------- |
| Belgio (Fiandre)  | 85                |
| Canada            | 61                |
| Norvegia          | 2                 |
| Spagna            | 34                |
| Stati Uniti       | 86                |

### Altre cover
- Shania Twain
- Cristina D'Avena
- Ivana Spagna
- My Chemical Romance
- The Cheetah Girls
- Teddy Geiger
- Olivia Olson
- Samantha Mumba
- Måns Zelmerlöw
- Miley Cyrus
- Yuna Ito
- Jon Bon Jovi
- Zebrahead
- Bowling for Soup
- Demi Lovato
- Kate Alexa
- Big Time Rush
- Michael Bublé
- Paola Iezzi
- Amber Riley (nell'episodio Uno straordinario Natale, trasmesso in Italia il 21 dicembre 2011) nella serie televisiva Glee nei panni di Mercedes Jones
- Divided by Friday, per la compilation Hopeless for the Holidays (2012)
- Fifth Harmony, per la compilation I'll Be Home for Christmas (EP) (2014)
- Ariana Grande (nell'annuale celebrazione di Los Angeles nel novembre 2012)
- Tony Hadley
- Luca Mangoni
- Lee Hi e Park Bom
- Idina Menzel
- The Rock Alchemist